# 盛岡市立仁王小学校
盛岡市立仁王小学校（もりおかしりつ におうしょうがっこう）は、岩手県盛岡市本町通にある公立小学校。日本最古の公立小学校である。

## 概要
児童数377名、17学級（特別支援学級4学級・18人含む）（2024年5月現在）。岩手大学教育学部3年生約30名の教育実習を受け入れている。
当校は非常に歴史の古い学校であり、創立は江戸時代初期の1636年に盛岡藩の藩校として設置された「稽古所」にまで遡る。
国の公式見解では、1868年創立の新潟県小千谷市立小千谷小学校を日本最古としているが、藩校・寺子屋・私塾などを起源・前身とする学校を含めた場合はこの限りではなく、当校が上述の説明の通り日本最古の公立小学校となる。

## 沿革
- 1636年（寛永13年） - 盛岡藩の藩校「稽古所」が設置される。
- 1873年（明治6年）4月 - 学制発布（1872年）を受け、作人館修文所跡に第七大学区第十八番中学区第一番小学校として設立[6]。
- 1875年（明治8年） - 学制の改正により、仁王小学に改称[7]。
- 1876年（明治9年）7月7日 - 明治天皇が岩倉具視、木戸孝允、大隈重信らを従えて臨幸、天覧授業が行われた[4]。
- 1877年（明治10年） - 第十九中等区仁王小学校に改称[6]。
- 1879年（明治12年） - 公立仁王学校に改称[6]。
- 1881年（明治14年）11月 - 新校舎を落成[6]。
- 1887年（明治20年）2月 - 小学校令の改正により、仁王尋常小学校に改称[7][6]。
- 1889年（明治22年）
  - 10月 - 上田尋常小学校を統合し、児童95名を移籍[6]。
  - 11月 - 盛岡第一尋常小学校に改称[6]。
- 1892年（明治25年）7月 - 小学校令の改正により、盛岡仁王尋常小学校に改称[7][6]。
- 1906年（明治39年） - 高等科を併設し、仁王尋常高等小学校に改称[8][6]。
- 1908年（明治41年） - 仁王尋常小学校に改称[6]。
- 1913年（大正2年）
  - 9月 - 現在地に新校舎を落成[9]。
  - 校歌を制定（作詞:吉丸一昌、作曲:楠美恩三郎[10]）[8]。
- 1926年（大正15年）4月 - 高等科を併設し、仁王尋常高等小学校に改称[9]。岩手師範学校付属小学校となる[8][11]。
- 1927年（昭和2年） - 校舎狭隘のため二部授業を開始[12]。
- 1929年（昭和4年）4月1日 - 山岸小学校創立[13]により、児童の一部を移籍[12]。
- 1931年（昭和6年）4月 - 精神薄弱児を対象に、促進学級を開設[14]。
- 1941年（昭和16年）4月 - 国民学校令の施行により、仁王国民学校に改称[15]。促進学級を虚弱児を対象とした養護学級に転換し、全校児童から40人を抽出し編成する[16]。
- 1946年（昭和21年） - 学業遅進学級を開設（1年間）[17]。
- 1947年（昭和22年） - 仁王中学校を併設。学校給食を開始[8]。
- 1950年（昭和25年）9月6日 - 特殊学級を開設（精神薄弱）[17]。
- 1954年（昭和29年） - 河北小学校創立により、児童59名が移籍[8]。
- 1955年（昭和30年） - プールを落成[8]。
- 1956年（昭和31年）4月 - 上田小学校創立[18]により、児童170名が移籍[8]。
- 1959年（昭和34年） - 学校図書館を設置[8]。
- 1961年（昭和36年） - 養護学級「日赤分室」開設[8]。
- 1966年（昭和41年） - 日赤分室が日赤分校へ昇格し、2学級に増設[8]。
- 1972年（昭和47年） - 校舎の一部を解体し、普通教室15室を有する新校舎を落成[8]。
- 1973年（昭和48年） - 中津川小学校閉校にともない、児童13名を移籍[8]。創立100年記念事業として、記念式典の開催や記念誌「仁王百年の歩み」を発行[8][19]。
- 1974年（昭和49年） - 西袖校舎を解体し、普通教室15室を有する新校舎を落成。東袖校舎および給食室棟を解体。図書館を給食室に改造[8]。
- 1975年（昭和50年） - 特別教室棟を落成。特殊学級を開設（情緒障害）[8]。
- 1976年（昭和51年） - 体育館を落成[8]。
- 1978年（昭和53年） - 特殊学級を開設（弱視）。中央校舎を落成[8]。
- 1980年（昭和55年） - 高松小学校創立により、児童57名が移籍[8]。
- 1981年（昭和56年） - プールを改築[8]。
- 1993年（平成5年） - 文部省より心身障害児童理解推進校に指定される（翌年度まで）[8]。創立120周年記念事業として、記念式典の開催や記念誌「仁王の歩み」を発行[8][20]。
- 1996年（平成8年） - プールを改築[8]。
- 2003年（平成15年） - 創立130周年を記念し、記念式典の開催、記念誌の発行、子供美術館の設立を実施[8]。
- 2023年（令和5年）11月11日 - トーサイクラシックホール岩手にて、創立150周年記念式典、および全校音楽集会を開催[21]。

## アクセス

### 鉄道
- JR山田線・上盛岡駅から徒歩で約2分（140m）

### バス
- 緑ヶ丘・上田バイパス方面より以下の路線を利用。「仁王小学校前」停留所から徒歩で約1分（約70m）
  - 岩手県交通「[307]　盛岡駅」行、「[301]  盛岡バスセンター」行
  - 岩手県北バス｢[E01][E02]　イオンモール盛岡南｣行、｢[E21][E22]　盛岡バスセンター｣行
- 盛岡駅・盛岡バスセンター方面より以下の路線を利用。「本町通三丁目」停留所から徒歩で約4分（約300m）
  - 岩手県交通｢[301][307]　松園バスターミナル｣行、｢[310]　松園ニュータウン｣行
  - 岩手県北バス｢[E01][E21]　厨川駅｣行、「[E03][E23]　厨川駅西口」行

## 周辺
- 仁王児童センター
- 盛岡税務署
- 上盛岡駅
- 岩手医科大学本町キャンパス

## 著名な出身者
- 原敬 - 第19代内閣総理大臣。藩校「作人館」時代の在校生。
- 石川伍一 - 大陸浪人
- 板垣征四郎 - 陸軍大将
- 横田綾二 - 日本共産党岩手県議会議員。卒業後にこの学校に併設されていた仁王中学校の教員となったが、レッドパージにより失職[22]。
- 高橋比奈子 - 元テレビ岩手アナウンサー。元自由民主党衆議院議員